# Pašman
Pašman – wyspa u wybrzeży Chorwacji, położona na południe od Zadaru, otoczona wyspami Ugljan, Iž, Dugi Otok i Kornati. Długość linii brzegowej wynosi 70,21 km. Administracyjnie należy do żupanii zadarskiej. Najwyższe wzniesienie na wyspie to Bokolj (272 m n.p.m.), z którego można oglądać archipelag Kornati, objęty ochroną w ramach parku narodowego. Na wyspie jest 11 miejscowości: Tkon, Ugrinić, Kraj, Pašman, Mali Pašman, Barotul, Mrljane, Neviđane, Dobropoljana, Banj, Ždrelac. Pašman w miejscowości Ždrelac jest połączony mostem z wyspą Ugljan. Na wyspie rozwinęło się winiarstwo oraz turystyka.